# Деніс Потвен
Деніс Потвен (англ. Denis Potvin; нар. 29 жовтня 1953, Ваньє, Онтаріо, Канада) — канадський хокеїст, захисник. Член Зали слави хокею. Чотириразовий володар кубка Стенлі.

## Ігрова кар'єра
У юніорській лізі провінції Онтаріо виступав за команду «Оттава-67». За п'ять сезонів провів 279 матчів, набрав 358 очок за системою гол плюс пас. 1973 року був обраний на драфті НХЛ, під 1-м загальним номером, найслабшим клубом минулого чемпіонату — «Нью-Йорк Айлендерс».
У першому сезоні був визнаний найкращим новачком ліги, отримав нагороду Колдера. Протягом 70-х «Айлендерс» поступово зміцнював свої позиції, а в першій половині 80-х років став найсильнішою командою ліги. Деніс Потвін, разом з нападниками Майком Боссі й Браєном Тротьє, був лідером того складу.
Перший гравець «Айлендерс», який провів 1000 ігор у регулярному чемпіонаті. Вісім сезонів був капітаном команди (1979—1987). П'ять разів грав у фіналах кубка Стенлі (1980—1984). Тричі визнавався найкращим захисником ліги і отримував трофей Джеймса Норріса. За підсумками сезону шість разів обирався до першого складу збірної «Всіх зірок» (1974—1976, 1978, 1979, 1981) і двічі — до другого (1977, 1984).
Першим із захисників Національної хокейної ліги набрав 1000 результативних пунктів у чемпіонаті (4 квітня 1987 року). З гравців «Айлендерс» таке досягнення раніше покорялося лише Майку Боссі й Браєну Тротьє. Всього у регулярному чемпіонаті провів 1060 матчів, закинув 310 шайб, зробив 742 результативні передачі; а на стадії плей-оф — 185 матчів, 56 голів, 108 передач.
У складі національної збірної переможець першого і фіналіст другого розіграшів кубка Канади. Третій призер чемпіонату світу 1986 року. Всього за збірну Канади провів 21 матч, закинув 4 шайби, зробив 17 результативних передач. У лютому 1979 року в нью-йоркському «Медісон-сквер-гардені» захищав кольори збірної Національної хокейної ліги у серії матчів з командою Радянського Союзу.
1991 року був обраний до Зали слави хокею. З 1 лютого 1992 року номер «5», під яким він виступав, не використовується у клубові «Нью-Йорк Айлендерс». 1997 року канадський журнал «The Hockey News» опублікував список 100 найкращих гравців в історії Національної хокейної ліги. У ньому Деніс Потвін розташувався на 19-й позиції. Тринадцять років потому журнал надрукував оновлений список 100 найкращих гравців НХЛ усіх часів, але вже з розбивкою спортсменів за їх ігровими позиціями. У цьому варіанті Деніс Потвін посідає шосте місце серед захисників.

## Досягнення
- Кубок Стенлі (4): 1980, 1981, 1982, 1983
- Кубок Канади (1): 1976
- Трофей Колдера (1): 1974
- Трофей Джеймса Норріса (3): 1976, 1978, 1979

## Статистика
Статистика клубних виступів:
| Сезон   | Клуб                 | Ліга   | Регулярна першість | Регулярна першість | Регулярна першість | Регулярна першість | Регулярна першість | Плей-оф | Плей-оф | Плей-оф | Плей-оф | Плей-оф |
| Сезон   | Клуб                 | Ліга   | І                  | Г                  | П                  | О                  | ШХ                 | І       | Г       | П       | О       | ШХ      |
| ------- | -------------------- | ------ | ------------------ | ------------------ | ------------------ | ------------------ | ------------------ | ------- | ------- | ------- | ------- | ------- |
| 1968-69 | «Оттава-67»          | ОХА    | 46                 | 12                 | 25                 | 37                 | 83                 | —       | —       | —       | —       | —       |
| 1969-70 | «Оттава-67»          | ОХА    | 42                 | 13                 | 18                 | 31                 | 97                 | 5       | 2       | 1       | 3       | 9       |
| 1970-71 | «Оттава-67»          | ОХА    | 57                 | 20                 | 58                 | 78                 | 200                | 11      | 4       | 6       | 10      | 26      |
| 1971-72 | «Оттава-67»          | ОХА    | 48                 | 15                 | 45                 | 60                 | 188                | —       | —       | —       | —       | —       |
| 1972-73 | «Оттава-67»          | ОХА    | 61                 | 35                 | 88                 | 123                | 232                | 9       | 6       | 10      | 16      | 22      |
| Усього  | Усього               | Усього | 254                | 95                 | 234                | 329                | 800                | 25      | 12      | 17      | 29      | 57      |
| 1973-74 | «Нью-Йорк Айлендерс» | НХЛ    | 77                 | 17                 | 37                 | 54                 | 175                | —       | —       | —       | —       | —       |
| 1974-75 | «Нью-Йорк Айлендерс» | НХЛ    | 79                 | 21                 | 55                 | 76                 | 105                | 17      | 5       | 9       | 14      | 30      |
| 1975-76 | «Нью-Йорк Айлендерс» | НХЛ    | 78                 | 31                 | 67                 | 98                 | 100                | 13      | 5       | 14      | 19      | 32      |
| 1976-77 | «Нью-Йорк Айлендерс» | НХЛ    | 80                 | 25                 | 55                 | 80                 | 103                | 12      | 6       | 4       | 10      | 20      |
| 1977-78 | «Нью-Йорк Айлендерс» | НХЛ    | 80                 | 30                 | 64                 | 94                 | 81                 | 7       | 2       | 2       | 4       | 6       |
| 1978-79 | «Нью-Йорк Айлендерс» | НХЛ    | 73                 | 31                 | 70                 | 101                | 58                 | 10      | 4       | 7       | 11      | 8       |
| 1979-80 | «Нью-Йорк Айлендерс» | НХЛ    | 31                 | 8                  | 33                 | 41                 | 44                 | 21      | 6       | 13      | 19      | 24      |
| 1980-81 | «Нью-Йорк Айлендерс» | НХЛ    | 74                 | 20                 | 56                 | 76                 | 104                | 18      | 8       | 17      | 25      | 16      |
| 1981-82 | «Нью-Йорк Айлендерс» | НХЛ    | 60                 | 24                 | 37                 | 61                 | 83                 | 19      | 5       | 16      | 21      | 30      |
| 1982-83 | «Нью-Йорк Айлендерс» | НХЛ    | 69                 | 12                 | 54                 | 66                 | 60                 | 20      | 8       | 12      | 20      | 22      |
| 1983-84 | «Нью-Йорк Айлендерс» | НХЛ    | 78                 | 22                 | 63                 | 85                 | 87                 | 20      | 1       | 5       | 6       | 28      |
| 1984-85 | «Нью-Йорк Айлендерс» | НХЛ    | 77                 | 17                 | 51                 | 68                 | 96                 | 10      | 3       | 2       | 5       | 10      |
| 1985-86 | «Нью-Йорк Айлендерс» | НХЛ    | 74                 | 21                 | 38                 | 59                 | 78                 | 3       | 0       | 1       | 1       | 0       |
| 1986-87 | «Нью-Йорк Айлендерс» | НХЛ    | 58                 | 12                 | 30                 | 42                 | 70                 | 10      | 2       | 2       | 4       | 21      |
| 1987-88 | «Нью-Йорк Айлендерс» | НХЛ    | 72                 | 19                 | 32                 | 51                 | 112                | 5       | 1       | 4       | 5       | 6       |
| Усього  | Усього               | Усього | 1060               | 310                | 742                | 1052               | 1356               | 185     | 56      | 108     | 164     | 253     |

Статистика виступів у збірних:
| Рік                | Команда            | Турнір             |    | І | Г  | П  | О  | ШХ |
| ------------------ | ------------------ | ------------------ | -- | - | -- | -- | -- | -- |
| 1976               | Канада             | КК                 | 7  | 1 | 8  | 9  | 16 |    |
| 1979               | НХЛ                | КВ                 | 2  | 0 | 0  | 0  | 0  |    |
| 1981               | Канада             | КК                 | 7  | 2 | 5  | 7  | 12 |    |
| 1986               | Канада             | ЧС                 | 7  | 1 | 4  | 5  | 6  |    |
| Національна збірна | Національна збірна | Національна збірна | 21 | 4 | 17 | 23 | 44 |    |